# Gjirokastra

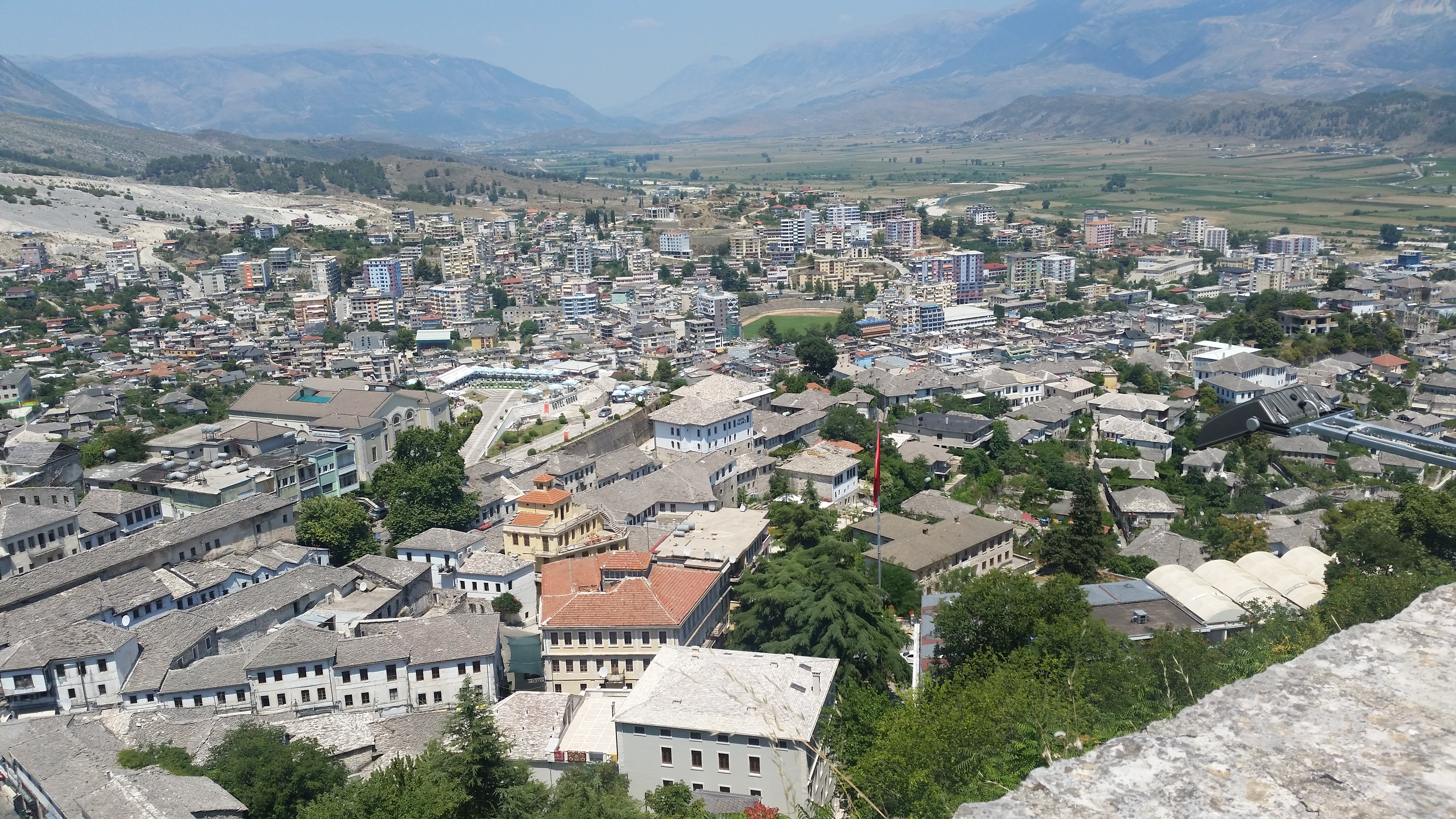
Staden Gjirokastra.

Gjirokastra (albanskt uttal: [ɟiɾokastəɾ], toskiska: Gjirokastër med böjningsformen Gjirokastra; gegiska: Gjinokastër med böjningsformen Gjinokastra; grekiska: Αργυρόκαστρον, Argyrokastro; italienska: Argirocastro; turkiska: Ergiri) är en stad och kommun i prefekturen Gjirokastra i Albanien. Staden är centralort för prefekturen med samma namn. Gjirokastras gamla stadskärna är ett världsarv.
Gjirokastra ligger på berget Mali i Gjerës sluttningar, med utsikt över floden Drinas dalgång. 
Den gamla staden bär spår från det osmanska lant- och stadslivet. Trånga gator och trappor klättrar uppför sluttningarna. Från fästningen har man fin utsikt över staden.
Den nuvarande kommunen bildades 2015 genom sammanslagningen av kommunerna Antigonë, Cepo, Gjirokastra, Lazarat, Lunxhëri, Odria och Picar. Kommunen hade 25 301 invånare (2011) på en yta av 469,25 km². Den tidigare kommunen hade 19 836 invånare (2011).

## Historia
På platsen låg den antika staden Antigonia som grundades på 200-talet f.Kr. av kung Pyrrhus av Epirus. Den beboddes av den grekiska stammen chaonerna. Den nuvarande orten är omnämnd för första gången år 1336, då under namnet Argyrokastro.
Under bysantinsk tid var den en betydande grekisk handelsstad. Den intogs 1417 av Osmanska riket och blev 1419 administrativ huvudort för sanjaken Albanien. Under 1800-talet var Gjirokastra ett centrum för albansk nationalism. Vid ett möte i staden 1880 antog Prizrenförbundet en resolution som krävde autonomi för hela Albanien. Under Balkankrigen 1912–13 lade Grekland beslag på staden, men införlivades efter första världskriget med Albanien. Under andra världskriget ockuperades staden i tur och ordning av Italien, Grekland och Tyskland. Vid världsfreden återlämnades staden till det kommunistiska Albanien.

## Ekonomi
Gjirokastra är huvudstad i distriktet Gjirokastra. Förutom administrativa funktioner finns en del industrier med främst produktion av livsmedel, läder och textilier men också turismen är en viktig del av stadens näringsliv.

## Utbildning
Stadens första skola, en grekisk skola, byggdes år 1663. Den var sponsrad av lokala köpmän och var underställd biskopen i staden. Den förstördes 1821 när det grekiska frihetskriget bröt ut, men öppnades igen 1830.
1968 öppnades Eqerem Çabej Universitet och 2006 ett grekiskspråkigt universitet efter en överenskommelse mellan regeringarna i Grekland och Albanien.

## Kultur och platser av intresse

### Stadsbild
Staden Gjirokastra är av arkitektoniskt och etnografiskt värde som ett kvarvarande exempel på en stad byggd i osmansk stil med en levande miljö från en svunnen tid. Stadsbilden präglas av många vackra stenhus från den osmanska epoken i skuggan av en magnifik borg från medeltiden med ett flertal gamla kyrkor och moskéer. Tack vare väl bevarad bebyggelse utnämndes staden 1961 till museistad och upptogs 2005 på Unescos världsarvslista.
Många hus i Gjirokastra har en starkt lokal prägel som har gett staden dess benämning "stenstaden", då de flesta äldre hus har tak täckta med sten. På grund av Gjirokastras betydelse under kommunistregimen, räddades stadens centrum åtminstone delvis från tanklösa förändringar som skedde i andra städer runt om i Albanien, men dess status som "museistad" har inte inneburit att man underhållit staden. Följaktligen är många av de historiska byggnaderna vanvårdade, ett problem som endast långsamt håller på att finna sin lösning.
De historiska monumenten innefattar ett par moskéer och venetianska kyrkor från 1800-talet, vilka har genomgått renoveringar under 1990-talet. Ett slott från medeltiden står fortfarande kvar vid bergssidan som vetter mot staden. Slottet dominerar stadsbilden och nämns tidigast i ett historiskt register 1336. Från detta överblickade man den strategiskt viktiga rutten längs floddalen. Slottet är öppet för besökare och hyser ett militärt museum som visar erövrat artilleri och minner om kommunistmotståndet under tyska ockupationen. Här finns också ett erövrat amerikanskt rekognoseringsplan som visas upp för att minna om kommunistregimens kamp mot "imperialismens krafter". Slottet byggdes på 1700-talet och beställdes av Gjin Bue Shpata, en lokal stamledare. På 1800- och 1900-talen gjordes en del tillbyggnader av Ali Pasha Tepelene och under kung Zogs styre. Idag har slottet fem torn, ett klocktorn, en kyrka, vattenfontäner, häststall och många andra intressanta delar. Norra delen av slottet förvandlades under Zogs styre till ett fängelse och användes av kommunistregimen för att hysa politiska fångar.
Gjirokastra har även en gammal basar, som ursprungligen byggdes på 1600-talet men återuppbyggts på 1800-talet efter att den brunnit ned. Det finns fler än 200 bostadshus bevarade som kulturmonument i Gjirokastra idag, och staden är även platsen för den Internationella Albanska Folkfestivalen som hålls där vart fjärde år, senast 2009.
När staden först föreslogs bli uppsatt på Världsarvslistan 1988, var ICOMOS experter brydda över ett antal moderna byggnader som avvek från den gamla stadens utseende. Först 2005 blev stadens historiska kärna upptagen som ett världsarv, tre år senare utökat med stadskärnan i Berat.

## Kända personer
- Kategori:Personer från Gjirokastra

Både författaren Ismail Kadare (1936-) och diktatorn Enver Hoxha (1908–85) föddes i staden.